# Michael Mayer (fútbol americano)
Michael Mayer (Independence, Kentucky; 6 de julio de 2001) es un jugador profesional estadounidense de fútbol americano, se desempeña en la posición de tight end en Las Vegas Raiders, en la National Football League (NFL).

## Carrera
Hizo su debut profesional con el equipo Las Vegas Raiders, lleva jugando una temporada, comenzó en el 2023.